# Stuart Robert Glass
Stuart Robert Glass (ngày 25 tháng 6 năm 1951 – ngày 13 tháng 8 năm 1978) là một nhà thám hiểm và du thuyền viên người Canada bị Khmer Đỏ sát hại vào tháng 8 năm 1978 khi đi trên chiếc du thuyền nhỏ mang tên "Foxy Lady" qua vùng biển Campuchia. Một trong chín du thuyền viên "phương Tây" được nhiều người biết đến đã bị chế độ Campuchia Dân chủ bắt giữ từ tháng 4 đến tháng 11 năm 1978. Anh là nạn nhân người Canada duy nhất trong cuộc diệt chủng Campuchia năm 1975–1979.

## Thân thế và nghề nghiệp
Stuart Robert Glass chào đời tại Luân Đôn, Vương quốc Liên hiệp Anh và Bắc Ireland vào ngày 25 tháng 6 năm 1951. Lên năm tuổi anh cùng gia đình chuyển đến Richmond, British Columbia, Canada. Ngay từ hồi nhỏ Glass đã đam mê thú phiêu lưu vòng quanh thế giới. Sau khi hoàn thành lớp 10 bậc trung học phổ thông, Stuart có thời gian mưu sinh ở Vancouver rồi sau dọn sang Luân Đôn sinh sống và làm việc.
Glass đã buôn lậu loại cần sa hashish Maroc vào nước Anh ba lần trong năm 1972 và 1973. Khi buôn được một phần ba trong số này thì Glass cùng với cô bạn gái và hai người bạn khác đều bị Cục Hải quan Vương quốc Anh bắt quả tang tội buôn lậu. Sau sáu tháng tù giam tại HMP Wormwood Scrubs, anh và người bạn đồng hành nữ—cả hai giờ đã kết hôn—bèn vượt biển đi theo đường mòn Hippie đến New Delhi, rồi từ đó đáp chuyến bay đến Úc.

## Chu du trên chiếc Foxy Lady
Trong thời gian sinh sống ở Darwin, thủ phủ vùng lãnh thổ phía Bắc Úc, Stuart có dịp gặp Kerry George Hamill người New Zealand. Glass và Hamill bèn góp tiền mua một chiếc thuyền buồm perahu bedar truyền thống của Malaysia cao 28 foot có tên là Foxy Lady. Cùng với cô bạn gái người Úc của Hamill tên Gail Colley, Glass và Hamill bèn dong buồm chiếc Foxy Lady về phía bắc đến Timor, và từ đó đến hòn đảo Flores, phía đông Indonesia, rồi sau mới tới Bali. Lúc này, Gail Colley đã rời khỏi thuyền. Jan Seeley liền cùng họ đến Singapore để rồi từ đó tiếp tục tiến về Penang cùng với những người khác, bao gồm Gail Colley và Phillip Parsonson, rồi lên thuyền vượt qua eo biển Malacca đến đảo Phuket của Thái Lan. Có đôi lúc vào tháng 6 năm 1978—sau khi Gail Colley từ bỏ cuộc hành trình—Stuart và Kerry đi thuyền quanh mũi bán đảo Malaysia và đến Kuala Terengganu, trên bờ biển phía đông Malaysia. Tại đây, họ tình cờ gặp anh chàng đồng hành mới người Anh tên là John Dawson Dewhirst, đồng ý bước lên chiếc Foxy Lady thực hiện chuyến đi cuối cùng vào vùng biển Campuchia.

## Foxy Lady bị Khmer Đỏ bắt giữ
Vào chiều muộn hoặc đầu giờ tối ngày 13 tháng 8 năm 1978, Foxy Lady bị một tàu tuần tra của hải quân Campuchia Dân chủ bắt giữ ngoài khơi Koh Tang (Đảo Tang). Hai người Mỹ, Lance McNamara và James Clark, đã bị bắt giữ trong hoàn cảnh tương tự vào cuối tháng 4, khi đang đi trên du thuyền mang tên Mary K. ngoài khơi Koh Wai (Đảo Wai) Theo Rob Hamill người New Zealand, anh trai của người bạn bị sát hại của Stuart là Kerry, Foxy Lady đã bị một cơn bão thổi dạt vào vùng biển Campuchia. Những nguồn tin khác cho thấy chiếc bedar nhỏ đã cố tình mạo hiểm ở đây, trên đường đến Bangkok, có thể là nhằm thu thập một đống cần sa Thái Lan. Chỉ có mỗi một tài liệu kể về vụ bắt giữ tàn bạo chiếc Foxy Lady—đoạn duy nhất lấy từ một trong những lời "thú tội" mà các nhân viên thẩm vấn S-21 buộc John Dewhirst phải viết ra vào đầu tháng 9: Stuart bị binh lính bắn trong quá trình chiếm giữ con tàu này, Dewhirst nói với những kẻ bắt giữ Khmer Đỏ, hoặc là chết đuối hoặc bị nhấn chìm dưới nước. Dewhirst và Kerry Hamill đều bị lôi đến "văn phòng an ninh" ưu việt của Campuchia Dân chủ ở Phnôm Pênh mà cán bộ Khmer Đỏ quen gọi là S-21 vào lúc đó. S-21 về sau mới được bộ đội Việt Nam gọi là "Tuol Sleng" khi tiến quân sang đánh đổ Khmer Đỏ vào đầu tháng 1 năm 1979. Giống như sáu du thuyền viên phương Tây khác bị giam giữ tại S-21 (bốn người Mỹ và hai người Úc), Hamill và Dewhirst buộc phải thú nhận, có lẽ bị tra tấn, rằng họ là gián điệp của CIA. Người ta cho là họ đã bị Khmer Đỏ giết ngay sau khi ký "lời thú tội" cuối cùng vào giữa tháng 10 năm 1978.

## Hậu quả từ vụ bắt giữ Foxy Lady
Cái chết của sáu du thuyền viên Mỹ và hai du thuyền viên Úc dưới tay Khmer Đỏ lần đầu tiên được tường thuật trong làn sóng chuyển phát bản tin điện tử từ giữa tháng 11 đến cuối tháng 12 năm 1979—một năm sau vụ bắt giữ cặp du thuyền cuối cùng (David Lloyd Scott và Ronald Keith Dean quốc tịch Úc), và mười lăm tháng sau khi bắt giữ Foxy Lady. Lần đầu tiên một trong những thủy thủ xấu số này là người Canada được đưa tin (không nêu tên) trong ấn bản ngày 5 tháng 12 năm 1979 của tờ Wellington Evening Post. Glass lần đầu tiên được xác định bằng tên thật vào đầu tháng 1 năm 1980, trong bản thông báo UPI của nhà báo người Mỹ Jim Laurie. Những bài báo nổi bật sau đó của nhà báo người Mỹ Ed Rasen, kể chi tiết về số phận của Foxy Lady, đều xuất hiện trên ấn phẩm Now! của Anh và tờ Australian Bulletin. Tuy vậy, gia đình của Stuart chưa bao giờ nói chuyện với giới truyền thông vào lúc đấy, vì vậy suốt 30 năm sau, người ta chỉ biết đến Stuart bằng cái tên và quốc tịch của anh mà thôi.

## Phiên tòa xét xử các thủ lĩnh Khmer Đỏ
Người có liên quan trực tiếp nhất đến các thủ lĩnh Khmer Đỏ còn sống bị nghi đóng vai trò trong cái chết của Stuart Glass mà nhiều người cho là một trong hai cá nhân giấu tên được dư luận quan tâm trong Vụ án 003 của Tòa án Đặc biệt Tư pháp Campuchia hay còn gọi là Tòa án Khmer Đỏ. (Vụ án 001 của ECCC kết thúc vào tháng 7 năm 2010 với việc kết tội giám đốc S-21 Kaing Guek Eav, bí danh Duch; Vụ án 002 được đưa ra xét xử vào mùa thu năm 2011). Meas Mut, một thủ lĩnh Quân đội Cách mạng Campuchia về hưu và Phật tử tự xưng, là "Bí thư"/"Chủ tịch" của Sư đoàn 164 Quân đội Cách mạng Campuchia—hải quân Khmer Đỏ—đã bắt giữ Stuart Glass và tám du thuyền viên phương Tây khác—giết Glass và đưa những người khác đến S-21 buộc họ phải "tự thú" về lòng trung thành của CIA theo lời khai và đem các thủy thủ trẻ này ra hành quyết.
Trong suốt mùa xuân và mùa hè năm 2011, các phòng ban khác của ECCC đã thảo luận với nhau—đôi khi một cách gay gắt—liệu có nên tiếp tục điều tra Vụ án 003 này hay không. Đồng công tố viên người Anh của tòa án là Andrew Cayley tin rằng Vụ án 003 đã được điều tra một cách thiếu kỹ lưỡng. Đồng nghiệp người Campuchia của Cayley không đồng ý, dựa theo quan điểm của chính phủ Campuchia. Thủ tướng Campuchia Hun Sen—một cựu chỉ huy cấp trung của Khmer Đỏ—đã nói rõ quan điểm rằng tòa án nên kết thúc công việc của mình và chắc chắn không mở rộng tội danh cho bất kỳ ai khác ngoài các bị cáo Vụ án 002 gồm Nuon Chea, Ieng Sary, Ieng Thirith và Khieu Samphan. Tòa án vẫn chưa quyết định liệu Vụ án 003 có được chuyển sang xét xử hay không.
Phiên tòa xét xử những kẻ tình nghi sát hại Stuart Glass bắt đầu (Nuon Chea và Ieng Sary lần lượt phụ trách bộ máy an ninh nội bộ và đối ngoại của Campuchia Dân chủ), ba mươi ba năm sau cái chết của anh chàng người Canada này. Ngày 7 tháng 8 năm 2014, cả hai bị cáo đều bị tòa kết tội ác chống lại loài người và tuyên án tù chung thân.